# Convenção das Igrejas Evangélicas Irmãos Menonitas no Brasil
A Convenção das Igrejas Evangélicas Irmãos Menonitas no Brasil (COBIM) é a associação cristã evangélica menonita em Brasil, como 10.400 membros em 2018. Foi formada em 1995, pela união da Associação das Igrejas Evangélicas Irmãos Menonitas do Brasil e a Convenção Brasileira das Igrejas Irmãos Menonitas.

## História
Os menonitas surgiram no Século XVI, como ala mais “radical” da Reforma Protestante. No Século XX, já estavam espalhados em vários países europeus. 
A partir da Revolução Russa, a União Soviética passou a confiscar propriedades de igrejas e promover o ateísmo estatal. Como isso, muitos menonitas fugiram para outros países.
Em 1929 os menonitas conseguiram vistos para o Brasil, que aceitou recebê-los. Em 1930, imigrantes alemães menonitas se estabeleceram no município de Witmarsum, em Santa Catarina. Em 1931, um pequeno grupo se estabeleceu em Curitiba.
Em 1937 ocorreu o primeiro batismo menonita nacional e em 1942 foi construída a primeira capela. 
Em 1951 os menonitas de Santa Catarina mudaram-se para o município de Palmeira, no Paraná, e fundaram a Colônia Witmarsum. Um grupo de menonitas dos Estados Unidos da América, também se estabeleceu no município de Rio Verde.
Até 1970, os cultos eram realizados apenas no idioma alemão. A partir de então, foram realizados também em português e em 2001 passaram a se realizar cultos apenas em português.
Dos trabalhos menonitas no país surgiram duas denominações: Associação das Igrejas Evangélicas Irmãos Menonitas do Brasil e a Convenção Brasileira das Igrejas Irmãos Menonitas. Em 1995 elas se uniram para formar a  Convenção das Igrejas Evangélicas Irmãos Menonitas no Brasil (COBIM).

## Demografia
| Ano  | Membros |
| ---- | ------- |
| 2015 | 6.960   |
| 2018 | 10.400  |

A COBIM registrou 6.960 membros em 2015 e 10.400 em 2018. Assim sendo, está em rápido crescimento no país.

## Doutrina
A COBIM tem teologia menonita e afirma oficialmente a doutrina da Trindade.